# Nolan Paige
Nolan Paige (* 2. November 1993 in New York City) ist ein US-amerikanischer Tennisspieler.

## Karriere
Nolan Paige spielte in seinem Leben nur drei professionelle Tennisturniere im Einzel sowie ein Turnier im Doppel. Keines seiner Matches konnte er gewinnen. Gleich sein erstes Turnier 2010 in New Haven spielte er auf der ATP Tour, da er von den Turnierverantwortlichen des Turniers dort eine Wildcard erhielt. An der Seite von Marc Powers unterlag er Wesley Moodie und Dick Norman.
Von 2012 bis 2016 studierte Paige an der Stanford University das Fach American Studies. In dieser Zeit nahm er auch aktiv am College Tennis teil. Nach dem Abschluss spielte er 2017 noch ein Turnier der ITF Future Tour, wo er zum Auftakt verlor, ehe er mit dem Tennisspielen aufhörte. In der Tennisweltrangliste konnte er sich nie platzieren.